# Claire Polders
Claire Polders (Gouda, 1976) is een Nederlands schrijfster die begin 2005 debuteerde met de roman De onfeilbare.

## Achtergrond
Claire Polders studeerde letteren (1994-2001) aan de Universiteit van Tilburg en wijsbegeerte (1995-2001) aan de universiteiten van Tilburg en Amsterdam. In 2000 studeerde ze ook nog een half jaar aan de Sorbonne in Parijs. Haar eindscriptie droeg de titel 'Auschwitz als Gorgon, de Holocaust in filosofie en literatuur'. Ze publiceerde geregeld gedichten, essays en verhalen in verschillende tijdschriften zoals faculteits- en universiteitsbladen, HP/De Tijd, Literatuur zonder Leeftijd en Filosofie Magazine.
Na haar studie begon ze te schrijven aan haar debuut. Ze vestigde zich in Parijs, waar zij anno 2015 nog steeds woont.

## De onfeilbare
De debuutroman De onfeilbare vertelt het verhaal van twee jonge vrouwen die zichzelf verliezen en vinden in diepgaande vriendschap. Het is een roman die de vraag stelt: wat is identiteit in een wereld waarin waarheid en leugen, feit en fictie niet langer te onderscheiden zijn? De roman werd overwegend goed ontvangen. Wim Vogel (Leidsch Dagblad en Haarlems Dagblad) noemde het een "intrigerend, ernstig en ambitieus boek". René Quist in Metro schreef dat het "een meeslepend verhaal & een sterk debuut" was. De roman is uitgegeven door Uitgeverij Balans.

## De verdwijning van Eva Zomers
Haar tweede roman De verdwijning van Eva Zomers gaat over de dunne lijn tussen verbeelding en realiteit. Een oude schilder leert in Parijs een jonge biografe kennen die de mysterieuze verdwijning van de beroemde schrijfster Eva Zomers onderzoekt. Samen proberen ze erachter te komen wat er in 1968 met haar is gebeurd. De verdwijning van Eva Zomers is een roman over liefde en inspiratie, over vriendschap en kunst. De roman is uitgegeven door Uitgeverij Balans en kreeg verdeelde kritieken.

## Schrijvers op Elkaar
In 2005 richtte Polders samen met Ramon Stoppelenburg het platform Schrijvers op Elkaar op, waar jonge, talentvolle schrijvers zoals Arjen Lubach, Walter van den Berg, Janneke Jonkman en Hassan Bahara regelmatig scherpe columns, recensies en polemieken afleverden.

## Korte verhalen
In september 2006 verscheen het korte verhaal 'Hoe de muur onder mijn handen verkruimelde' in de bundel 25 onder de 35, verhalen van jonge, veelbelovende schrijvers, samengesteld door Said El Haji en Annelies Verbeke (Uitgeverij Prometheus). Aan deze bundel werkten een keur aan jonge schrijvers mee zoals Abdelkader Benali, Saskia de Coster en Esther Gerritsen.
In april 2007 verscheen het korte verhaal 'De vermenigvuldiging van Valerie' in de bundel De verleiding, samengesteld door de Writers on Heels Susan Smit en Siska Mulder (Uitgeverij Arena). Andere bijdragen werden geleverd door onder anderen Ariella Kornmehl, Janneke Jonkman en Simone van der Vlugt.
In mei 2008 schreef Polders een kort verhaal voor de verhalenbundel Fasten your seatbelts, met daarin twintig verhalen van Nederlandse schrijvers over reizen met het vliegtuig. De bundel werd samengesteld door Ramon Stoppelenburg.